# فرانک اوینا
فرانک اوینا (انگلیسی: Franck Evina؛ زادهٔ ۵ ژوئیهٔ ۲۰۰۰) بازیکن فوتبال اهل آلمان است.
از باشگاه‌هایی که در آن بازی کرده‌است می‌توان به باشگاه فوتبال بایرن مونیخ اشاره کرد.
وی همچنین در تیم‌های ملی فوتبال جوانان آلمان، Cameroon national under-23 football team، و کامرون بازی کرده‌است.